# 김진규 (1997년)
김진규(金鎭圭, 1997년 2월 24일 ~ )는 대한민국의 축구 선수로 포지션은 중앙 미드필더, 오른쪽 윙어, 공격형 미드필더이며 현재 K리그1 전북 현대 모터스 소속이다.

## 구단 경력
부산 아이파크의 유소년 팀인 개성고등학교 축구부를 거쳐 2015년 부산에 입단하였다. 같은 해 7월 4일 성남과의 경기에서 데뷔전을 치렀다. 7월 26일 대전과의 경기에서 18세 5개월 2일의 나이로 데뷔골을 기록하며 K리그 역대 최연소 골 기록을 경신하였다.
2022년 3월, 전북 현대 모터스로 이적하였다.

## 국가대표팀 경력
2015년 4월 29일에 개막한 수원 JS컵에 대한민국 U-18 대표팀 소속으로 출전하였다.
대한민국 U-23 대표팀 소속으로 2020년 AFC U-23 챔피언십에 출전하였다. 본 대회에서 팀의 AFC U-23 챔피언십 우승 및 2020년 하계 올림픽 축구 본선 진출에 기여했다. 2020년 하계 올림픽을 앞두고 U-23 대표팀에 차출되었으며 팀의 8강 진출에 일조했다.
2022년 1월 15일, 대한민국 축구 국가대표팀 소속으로 아이슬란드와의 평가전에 출전해 A매치 데뷔전을 치렀다. 본 경기에서 A매치 데뷔골을 터뜨렸으며 6일 후에 열린 몰도바와의 경기에서도 득점을 기록하며 2경기 연속골을 기록했다.

### 국가대표팀 득점 기록
| # | 경기일     | 경기장소           | 상대팀     | 득점 | 결과 | 비고                                    |
| - | ---------- | ------------------ | ---------- | ---- | ---- | --------------------------------------- |
| 1 | 2022/01/15 | 튀르키예, 안탈리아 | 아이슬란드 | 4-1  | 5-1  | 친선경기                                |
| 2 | 2022/01/21 | 튀르키예, 안탈리아 | 몰도바     | 1-0  | 4-0  | 친선경기                                |
| 3 | 2025/06/05 | 이라크, 바스라     | 이라크     | 1-0  | 2-0  | 2026년 FIFA 월드컵 아시아 지역 3차 예선 |

## 수상

### 팀
- AFC U-23 아시안컵 : 우승 (2020)
- FA컵 : 우승 (2022)